# Camí de Petrolers

Els dos trams del Camí de Petrolers, respecte del terme d'Abella de la Conca

El Camí de Petrolers és un camí del terme municipal d'Abella de la Conca, a la comarca del Pallars Jussà.
Tot i que actualment és un camí en desús i perdut en alguns trams, n'hi ha que encara es reconeixen i es poden seguir, preferiblement a peu o amb vehicles tot terreny.
Un primer tram arrenca de la carretera L-511 al mateix Coll de Faidella cap al sud-oest. Segueix paral·lel a la carretera L-511, i es perd poc abans de reintegrar-se en aquesta carretera a l'altura del punt quilomètric 11,9.
El tram final arrenca de la carretera L-511 a ponent del Coll de Faidella, en el punt quilomètric 10,5, i se'n va cap a ponent, per la part alta de l'Obaga de Fonguera, a la dreta del barranc de la Coma de Joan, a l'altra banda de la vall d'aquest barranc a les Obagues Altes.

## Etimologia
Es tracta d'un topònim romànic modern, de caràcter descriptiu: és un dels camins oberts per a les prospeccions petrolieres que es van fer a la comarca.